# Kamienica Pommersche Frauenhilfe w Szczecinie
Kamienica Pommersche Frauenhilfe – szczecińska kamienica, która w latach 1877–1944 stała przy dzisiejszym placu Grunwaldzkim (Kaiser-Wilhelm-Platz) na narożniku z ulicą Generała Ludomiła Rayskiego (Kronprinzenstraße). Kamienica uległa zniszczeniu w czasie II wojny światowej.

## Historia
Kamienica została zbudowana w 1877 r. Pierwszym właścicielem budynku był Hermann Schulz, właściciel firmy dostawczej, który prowadził na parterze restaurację „Restaurant Hermann Schulz”. Poza tym lokalem kamienicę zajmował fundusz założony przez Schulza, ubezpieczalnia i instytucja pomocy dla kobiet „Pommersche Frauenhilfe” (Pomorska Pomoc dla Kobiet). Z czasem całą kamienicę wykupiło „Pommersche Frauenhilfe”, które działało w niej aż do czasu zniszczenia budynku w jednym z bombardowań alianckich w 1944 r.. Współcześnie w miejscu kamienicy znajduje się podwórze bloku przy placu Grunwaldzkim 3-4 i fragment boiska pobliskiego Centrum Mistrzostwa Sportowego.

## Architektura
Kamienica była obiektem 4-kondygnacyjnym, narożnikowym. Elewacja od strony ulicy Rayskiego była 7-osiowa z ryzalitem w środkowej części. Przyziemie i parter ozdobiono boniowaniem. Okna na pierwszym piętrze po bokach ryzalitu ozdobiono trójkątnymi naczółkami, a w ryzalicie wykuszem z kolumnadą. Na drugim piętrze wszystkie okna udekorowano prostokątnymi naczółkami. Elewację na poziomie poddasza wyróżniała sztukateria umieszczona między niewielkimi okienkami. Fasadę od ulicy Rayskiego zwieńczono gzymsem, a ponad ryzalitem dodatkowo trójkątnym tympanonem z trzema sterczynami.
Część narożną budynku zaakcentowano wielokątną wieżą, której zwieńczenie stanowił taras i hełm w kształcie ściętego ostrosłupa z wiatrowskazem. 
Od strony placu Grunwaldzkiego na całej długości fasady znajdował się ryzalit, w którym na wysokości pierwszego i drugiego piętra zaprojektowano balkony. Balkony zdobiły kolumny i murowane balustrady. Okna boniowanego parteru otrzymały zaokrąglenie w górnej części. Fasadę wieńczył tympanon podobny do tego nad ryzalitem od ulicy Rayskiego.
Ponieważ budynek nie stał w jednej linii z kamienicą Friedrich-Karl-Straße 12 (stojącą częściowo w miejscu dzisiejszego bloku plac Grunwaldzki 3-4), przestrzeń przed budynkiem wypełniono ogródkiem.